# José Sebastián de Goyeneche y Barreda
José Sebastián de Goyeneche y Barreda (Arequipa, 19 de enero de 1784-Lima, 19 de febrero de 1872), fue un religioso peruano, obispo de Arequipa (1818-1859) y arzobispo de Lima (1859-1872). Entre 1826 y 1835 fue el único representante episcopal en todo el territorio peruano, debido a que la guerra de la independencia había provocado que el resto de obispos se retiraran por su lealtad hacia España o bien por motivos de edad o salud, sumada a la suspensión de relaciones del Estado peruano con la Santa Sede, que impedía el nombramiento de nuevos obispos. En su testamento, legó una importante suma de dinero para la construcción de un hospital en Arequipa, lo que se concretó tiempo después con la erección del Hospital Goyeneche.

## Biografía

### Primeros años
Fue hijo del militar y hacendado baztanés Juan Crisóstomo de Goyeneche y Aguerrevere y de María Josefa de Barreda y Benavides. Era miembro de una notable familia asentada en Arequipa; uno de sus hermanos fue José Manuel de Goyeneche, conde de Guaqui, célebre general criollo que derrotó a los patriotas rioplatenses en el Alto Perú.
Empezó sus estudios en el Colegio de la Purísima Concepción de la ciudad de Arequipa, donde concluyó con general aceptación los cursos de Artes y Teología. Estudió Filosofía en el Colegio de San Pedro Nolasco de la orden mercedaria, en la misma ciudad.
Viajó a Lima para continuar sus estudios. Ingresó al Real Convictorio de San Carlos y a la Universidad Mayor de San Marcos donde se graduó de Bachiller en Artes, y en Leyes y Cánones; así como de Licenciado y Doctor en Teología y Cánones (1804); y de Licenciado y Doctor en ambos derechos (1805). Hizo su práctica forense en el estudio de Manuel Antonio de Noriega. El 16 de octubre de 1806 se recibió como abogado ante la Real Audiencia de Lima. Se contó entre los fundadores del Colegio de Abogados de Lima.
Comenzó su carrera pública con el modesto cargo de sustituto de la cátedra de prima de Teología de la Universidad de San Marcos (1806). Tras titularse como abogado, pasó a ser asesor del Tribunal del Consulado (5 de febrero de 1807), y del Tribunal de Minería (22 de abril de 1807). También ejerció como abogado defensor de pobres en causas criminales. Desempeñó todos estos oficios con gran celo.
En atención a sus méritos, el rey Carlos IV le condecoró con la Cruz de Gracia de la Orden de San Juan de Malta, el 20 de julio de 1807.

### Sacerdocio

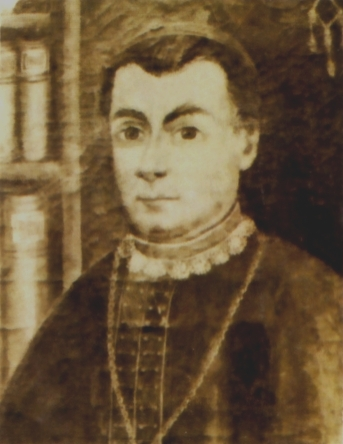
El obispo de Arequipa Pedro José Chaves de la Rosa, quien consagró a Goyeneche como sacerdote.

Fue el obispo de Arequipa, Pedro José Chaves de la Rosa (que entonces se hallaba en Lima, de paso en su viaje a España) quien le confirió las órdenes sagradas: la primera tonsura y las cuatro órdenes el 8 de mayo de 1807; el subdiaconado el 17 de mayo; y el presbiterado el 31 de mayo.
Goyeneche regresó a su ciudad natal y de manera sucesiva siguió recibiendo prebendas y dignidades eclesiásticas. El papa Pío VII lo honró con el título de protonotario apostólico (22 de enero de 1808). Los obispos de Santa Cruz de la Sierra, Charcas y Cuzco lo nombraron examinador sinodal de sus respectivas diócesis, entre 1808 y 1809.
El 21 de abril de 1808, el obispo electo de Cuzco, José Pérez y Armendáriz, lo nombró cura interino de la doctrina de Calca, cerca del Cuzco, pero debido a una serie de inconvenientes no pudo viajar hacia esa localidad.
El 29 de diciembre de 1809 fue nombrado cura interino de la parroquia de Santa Marta de la ciudad de Arequipa, beneficio que después se le concedió en propiedad (1811).
También fue miembro y presidente de la Junta Censora del clero arequipeño; canónigo de merced del cabildo diocesano de Arequipa (1812); así como gobernador eclesiástico del obispado de Arequipa.
En 1814, cuando Arequipa fue ocupada por las fuerzas revolucionarias de Mateo Pumacahua, se trasladó a Lima.
En 1815 fue nombrado inquisidor apostólico honorario del Santo Oficio de Lima, conferido por el obispo de Almería, que entonces era Inquisidor General del imperio español. En ese mismo año, por muerte del obispo de Arequipa Luis Gonzaga de la Encina, fue elegido juez particular para la recaudación de lo adeudado por el prelado difunto y vicario capitular, en calidad de suplente del arcediano.

### Obispo de Arequipa
El 29 de noviembre de 1816 el rey Fernando VII lo presentó para obispo de Arequipa. El papa Pío VII lo preconizó como tal el 14 de abril de 1817, siendo consagrado en Lima el 2 de agosto de 1818 por el arzobispo Bartolomé María de las Heras. Oficialmente tomó posesión de su sede el 10 de noviembre de 1819, en medio de la algarabía de la población por contar como obispo a un hijo de la ciudad.
Fernando VII le condecoró con la Gran Cruz de la Real y Americana Orden de Isabel la Católica (1819). El virrey José de la Serna, desde el Cuzco, lo designó como Metropolitano del Perú, ante la retirada del arzobispo Las Heras y mientras no se dispusiera otra cosa. Ello sucedió ya en plena guerra de la independencia peruana (1822). Por su parte, el papa León XII lo nombró prelado doméstico y asistente al sacro solio pontificio (1827).
Las vicisitudes de la lucha independentista provocaron no solo la retirada de Las Heras sino también de los titulares del resto de las diócesis peruanas, sea por mostrarse leales a España o bien por razones de edad o salud. La excepción fue Goyeneche, de modo que de 1826 a 1835 resultó ser el único obispo existente en todo el territorio peruano; incluso países vecinos como Ecuador, Chile y Bolivia carecían también de obispos, de modo que Goyeneche resultó ser el único representante episcopal en un amplio territorio del continente sudamericano.
En tal situación, en 1828 Goyeneche rogó al papa León XII para que fuesen reanudadas las relaciones de la Santa Sede con el gobierno del Perú, con el fin de que se procediera a nombrar titulares de las sedes vacante, pues la falta de obispos había ocasionado una serie de males, entre ellas la imposibilidad de ordenar sacerdotes, cuya escasez era manifiesta. La respuesta a su carta se la envió el nuevo papa, Pío VII, quien le alentó a que continuara al frente de su feligresía y le extendió facultades para que pudiese atender las necesidades del pueblo católico.
Por su parte, el papa Gregorio XVI, al no existir todavía nuncio apostólico en el Perú, nombró a Goyeneche como delegado apostólico y visitador de los regulares de ambos sexos en toda la República Peruana (1832). La situación de la Iglesia católica peruana se normalizaría con la elección del arzobispo de Lima Jorge de Benavente y Macoaga en 1834 y de los obispos Tomás Diéguez de Florencia (Trujillo) en 1835, Eugenio Mendoza Jara (Cuzco) y José María de Arriaga (Chachapoyas) en 1838.
En 1834, Goyeneche estuvo a punto de dejar su diócesis, pero por intersección del pueblo arequipeño y de algunos miembros de la Convención Nacional pudo mantenerse al frente del obispado arequipeño. Gobernó por esos años de manera pacífica y entendiéndose con los gobiernos políticos de turno, pese a las guerras y los cambios radicales que se sucedían. Como ministro plenipotenciario representó al Estado Sud Peruano en el Congreso de Tacna (1837), que sentó las bases de la Confederación Perú-boliviana. Y durante el arzobispado de Francisco Javier de Luna Pizarro promovió la condenación de los escritos regalistas de Francisco de Paula González Vigil.

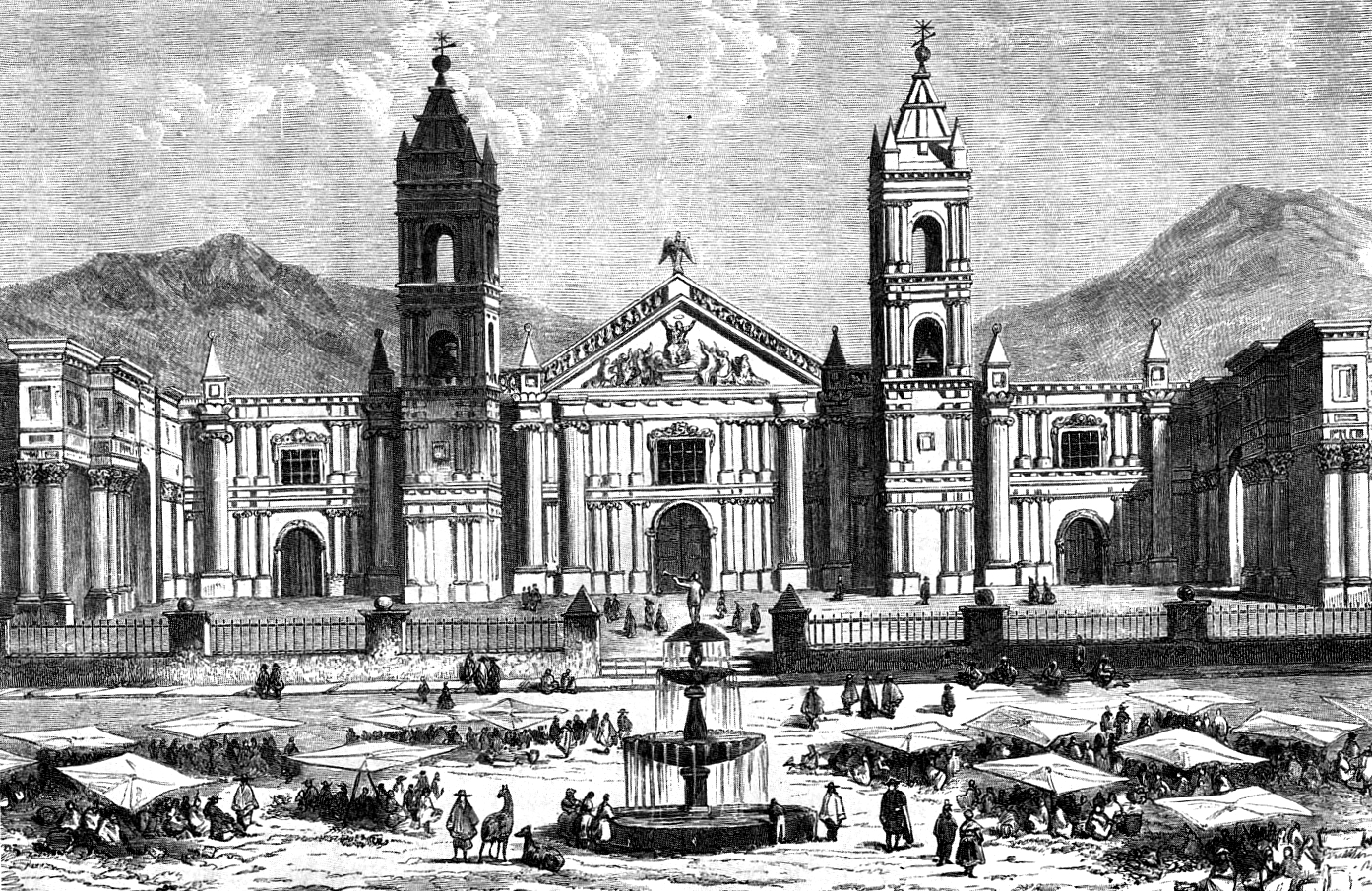
Grabado del que representa a la Catedral de Arequipa.

Cuando en 1844 ocurrió un incendio que destruyó gran parte de la catedral de Arequipa, Goyeneche dispuso su inmediata reconstrucción, convocando el apoyo de los fieles; él mismo colaboró en gran parte poniendo de su propio peculio. El gobierno central también aprobó una partida presupuestal para la obra.

### Arzobispo de Lima y Primado del Perú
Al quedar vacante la sede arquidiocesana limeña por muerte de monseñor José Manuel Pasquel, el presidente Ramón Castilla propuso a Goyeneche para arzobispo de Lima. El papa Pío IX le preconizó el 26 de septiembre de 1859. El 15 de agosto de 1860 se instaló en Lima, recibiendo el palio de manos de Francisco Orueta y Castrillón, obispo de Trujillo, y ante la presencia de Bartolomé Herrera, obispo de Arequipa, y Pedro José Tordoya, obispo in partibus de Tiberiópolis.
El papa renovó el nombramiento de Goyeneche como visitador de regulares en la arquidiócesis, para lo cual dictó un auto el 20 de abril de 1861. Cuando la dictadura de Mariano Ignacio Prado declaró la guerra a España, Goyeneche publicó una pastoral en la que exhortaba a todos los peruanos a adoptar una sola actitud.
Por esa misma época ocurrió el denominado «pleito de las campanas», sobre una ordenanza con la que el gobierno municipal de Lima quiso restringir el toque de las campanas de los templos en determinadas ceremonias. La Iglesia defendió entonces con éxito sus derechos.
También Goyeneche tuvo un entredicho con la dictadura de Prado, por el asunto del pase al gobierno de la bula sobre el jubileo que el papa Pío IX había concedido al mundo católico a través de su encíclica Quanta cura. El secretario de Justicia, Culto e Instrucción, señor José Simeón Tejeda, consideró que no se había hecho ese pase, por lo que se habría incumplido lo establecido en la ley del patronato nacional. Pero Goyeneche insistió en publicar el jubileo, por lo que el gobierno le suspendió las temporalidades, es decir las subvenciones económicas que recibía del Estado, y lo sometió a juicio. La justicia le dio empero la razón a Goyeneche, al demostrarse que el pase se había hecho durante el gobierno de Juan Antonio Pezet.

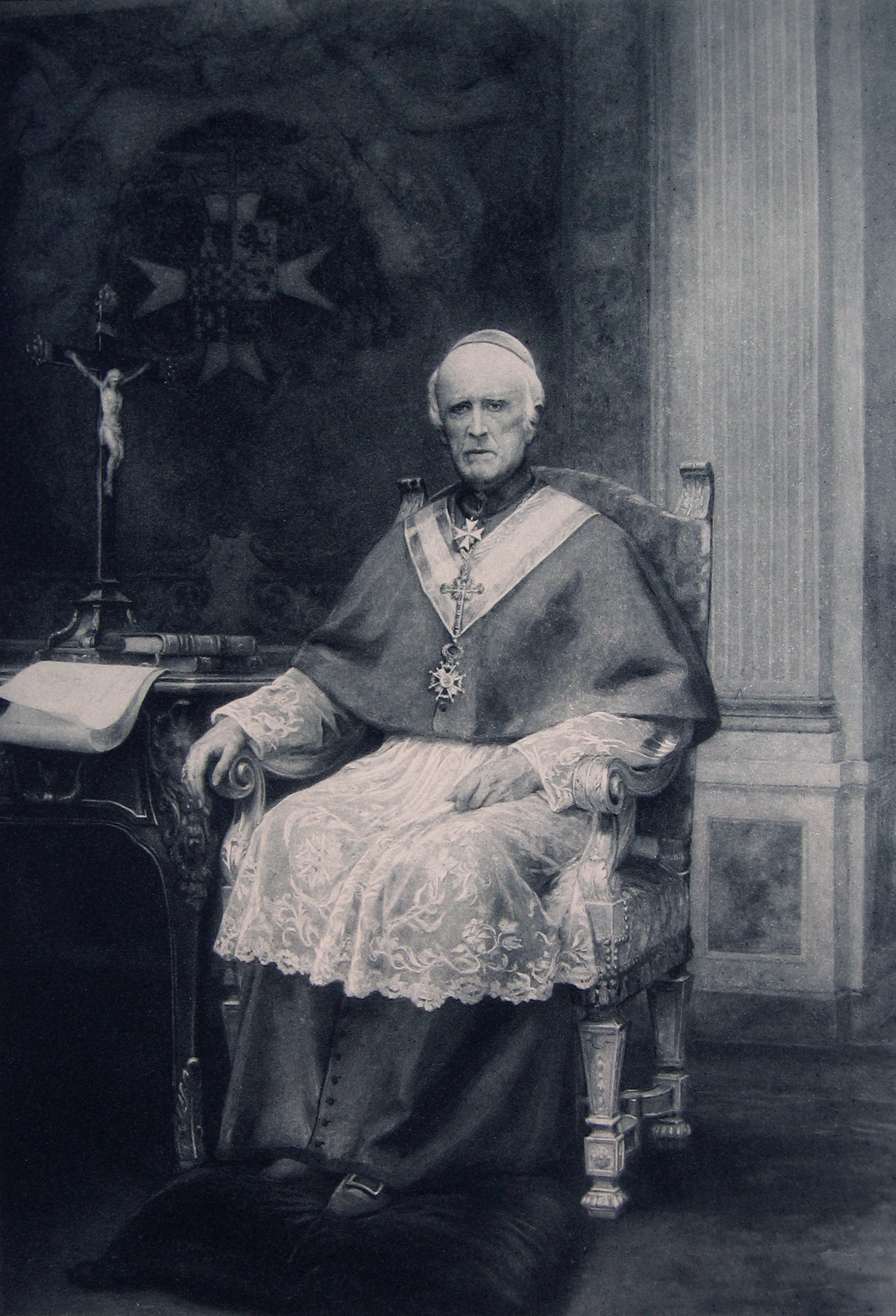
Monseñor Goyeneche como arzobispo de Lima. Daguerrotipo tomado en 1863.

Al producirse la convocatoria a un concilio ecuménico, conocido después como el Concilio Vaticano I (1869), Goyeneche nombró como su procurador ante dicho evento al R.P. Pedro Gual, que era el comisario general de la orden franciscana en el Perú.
El 11 de marzo de 1871 Goyeneche presidió una gran asamblea en el Templo de San Francisco de Lima, para elevar plegarias por el papa Pío IX y por los enemigos de la Iglesia católica. Ello tras el final de la unificación italiana con la toma de Roma, que había ocasionado la pérdida del poder temporal del papa. También le tocó recibir al primer delegado apostólico (nuncio) en el Perú, monseñor Serafín Vannutelli, arzobispo titular de Nicea y futuro cardenal (30 de junio de 1871).
De entre otros importantes trabajos que realizó merece especial recuerdo el de la completa organización del Seminario, conforme a lo fijado por los Padres del Concilio de Trento. Dio todo su apoyo al vicerrector del seminario, Juan Ambrosio Huerta. También favoreció a la prensa católica y dio su consentimiento a la creación de la diócesis de Huánuco, sobre territorio separado de la arquidiócesis de Lima.
Ya en el tramo final de su vida y habiendo superado la avanzada edad de 80 años, Goyeneche pidió el asentimiento del gobierno para elevar sus preces al papa, en las que le solicitaba que nombrara al obispo de Trujillo Francisco Orueta y Castrillón como su coadjutor de la arquidiócesis, con derecho a sucesión. El gobierno se negó inicialmente, cuestionando lo del derecho a sucesión. No insistió Goyeneche en esto último, por lo que su pedido fue finalmente aceptado, siendo elevadas las preces al papa. Fue así como Orueta vino a ser administrador apostólico de la arquidiócesis aunque sin renunciar a su diócesis de Trujillo (16 de agosto de 1871). 
En febrero de 1872, Goyeneche sufrió una caída y se fracturó el hueso de la cadera. Al principio, pareció que se recuperaría, pero en la medianoche de 19 de febrero sufrió una crisis violenta y acabó expirando al mediodía, en brazos de su confesor Maciá. Sus restos mortales fueron enterrados en la Catedral de Lima. Su sucesor en el arzobispado fue monseñor Manuel Teodoro del Valle, entonces obispo de Huánuco. Pero este no llegó a ocupar la silla, siendo entonces elegido Orueta como nuevo arzobispo.

### Solicitud para el Cardenalato
Con fecha 12 de enero de 1861 el gobierno peruano, a través del ministro de Relaciones Exteriores y por conducto del encargado de Negocios en Roma, hizo llegar al papa Pío IX la solicitud de que concediera al arzobispo Goyeneche la dignidad del capelo cardenalicio:

El Gobierno vería con satisfacción que Su Santidad concediese el Capelo al Muy Rdo. Arzobispo del Perú, Yltmo. Señor Dr. José Sebastián de Goyeneche porque sus notorias virtudes y sus servicios a la Yglesia y su antigüedad en el Episcopado lo hacen justamente acreedor a esta merecida distinción, y porque es indudable que este nombramiento sería de provechosos resultados para las relaciones del Papa con los Estados de Sud-América.

El 7 de diciembre de 1861 el encargado de Negocios del Perú comunicó al Gobierno que monseñor Franchi (nuncio en Madrid) y el cardenal Antonelli (secretario de Estado) habían mantenido varias reuniones con el Papa quien les había comunicado su deseo de acceder a esta súplica «por los distinguidos servicios prestados a la Iglesia por el arzobispo Goyeneche, la adhesión del Perú a la Santa Sede y el deseo de los peruanos expresado a través de su Gobierno».
Sin embargo la Santa Sede entendió que estando aún relativamente reciente la independencia de la República Peruana y la inexistencia de relaciones diplomáticas ni tratado de paz con España, esta concesión podría ser mal recibida por el gobierno español, por lo que el asunto quedó paralizado.
El gobierno de José Balta renovó dichas gestiones en 1870, pero dos años después falleció Goyeneche. De haberse concretado este pedido, Goyeneche habría sido el primer cardenal no solo del Perú, sino de toda Sudamérica. No fue sino hasta 1935 en que la Santa Sede concedió el cardenalato a un pastor de una diócesis sudamericana. El Perú tuvo su primer cardenal en 1946 en la figura de monseñor Juan Gualberto Guevara.

## Legado

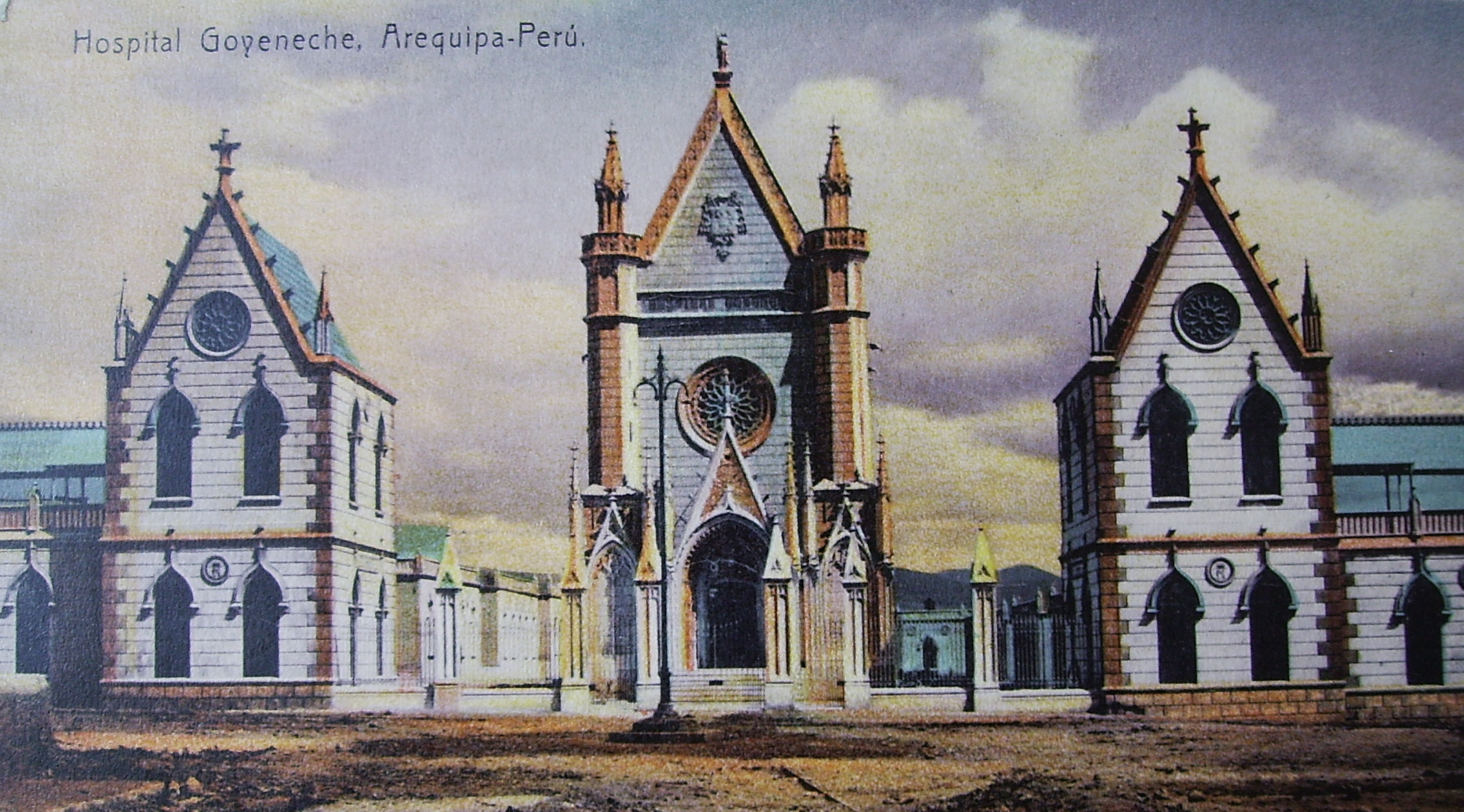
Fachada del Hospital Goyeneche de Arequipa.

En su testamento, el arzobispo Goyeneche legó 150 mil pesos para la construcción de un hospital para pobres en la ciudad de Arequipa. Pero ese dinero fue incautado por el gobierno para sufragar la guerra con Chile. Sin embargo, esta gran obra que quería dejar como su legado al pueblo de Arequipa pudo al fin construirse gracias a los sobrinos del arzobispo: el conde de Guaqui, la duquesa de Goyeneche, los duques de Gamio y José Sebastián de Goyeneche y Gamio, que construyeron a sus expensas el imponente hospital que aún permanece en la avenida Goyeneche de dicha ciudad, justo enfrente del monumento que el pueblo de Arequipa decidió elevar por suscripción pública a su Obispo y a la familia Goyeneche. 
El Hospital se inauguró en febrero de 1912.

## Ancestros
| \| \| \| \| \| \| \| \| \| \| \| \| \| \| \| \| \| \| \| \| 16. ? \| \| \| \| \| \| \| \| \| \| \| \| \| \| \| \| \| \| \| \| \| \| \| \| \| \| \| \| \| \| \| \| \| \| \| \| \| \| \| \| \| \| \| \| \| \| \| \| \| \| \| \| \| \| 8. Juan de Goyeneche \| \| \| \| \| \| \| \| \| \| \| \| \| \| \| \| \| \| \| \| \| \| \| \| \| \| \| \| \| \| \| \| \| \| \| \| \| \| \| \| \| \| \| \| \| \| \| \| \| \| \| \| \| \| 17. ? \| \| \| \| \| \| \| \| \| \| \| \| \| \| \| \| \| \| \| \| \| \| \| \| \| \| \| \| \| \| \| \| \| \| \| \| \| \| \| \| \| \| \| \| \| \| \| \| \| \| \| \| \| \| 4. Pedro de Goyeneche y Gragineta \| \| \| \| \| \| \| \| \| \| \| \| \| \| \| \| \| \| \| \| \| \| \| \| \| \| \| \| \| \| \| \| \| \| \| \| \| \| \| \| \| \| \| \| \| \| \| \| \| \| \| \| \| \| 18. ? \| \| \| \| \| \| \| \| \| \| \| \| \| \| \| \| \| \| \| \| \| \| \| \| \| \| \| \| \| \| \| \| \| \| \| \| \| \| \| \| \| \| \| \| \| \| \| \| \| \| \| \| \| \| 9. Graziana de Gragineta \| \| \| \| \| \| \| \| \| \| \| \| \| \| \| \| \| \| \| \| \| \| \| \| \| \| \| \| \| \| \| \| \| \| \| \| \| \| \| \| \| \| \| \| \| \| \| \| \| \| \| \| \| \| 19. ? \| \| \| \| \| \| \| \| \| \| \| \| \| \| \| \| \| \| \| \| \| \| \| \| \| \| \| \| \| \| \| \| \| \| \| \| \| \| \| \| \| \| \| \| \| \| \| \| \| \| \| \| \| \| 2. Juan Crisostomo de Goyeneche y Aguerrevere \| \| \| \| \| \| \| \| \| \| \| \| \| \| \| \| \| \| \| \| \| \| \| \| \| \| \| \| \| \| \| \| \| \| \| \| \| \| \| \| \| \| \| \| \| \| \| \| \| \| \| \| \| \| 20. ? \| \| \| \| \| \| \| \| \| \| \| \| \| \| \| \| \| \| \| \| \| \| \| \| \| \| \| \| \| \| \| \| \| \| \| \| \| \| \| \| \| \| \| \| \| \| \| \| \| \| \| \| \| \| 10. Juan de Aguerrevere \| \| \| \| \| \| \| \| \| \| \| \| \| \| \| \| \| \| \| \| \| \| \| \| \| \| \| \| \| \| \| \| \| \| \| \| \| \| \| \| \| \| \| \| \| \| \| \| \| \| \| \| \| \| 21. ? \| \| \| \| \| \| \| \| \| \| \| \| \| \| \| \| \| \| \| \| \| \| \| \| \| \| \| \| \| \| \| \| \| \| \| \| \| \| \| \| \| \| \| \| \| \| \| \| \| \| \| \| \| \| 5. María Bautista de Aguerrevere y Iturralde \| \| \| \| \| \| \| \| \| \| \| \| \| \| \| \| \| \| \| \| \| \| \| \| \| \| \| \| \| \| \| \| \| \| \| \| \| \| \| \| \| \| \| \| \| \| \| \| \| \| \| \| \| \| 22. ? \| \| \| \| \| \| \| \| \| \| \| \| \| \| \| \| \| \| \| \| \| \| \| \| \| \| \| \| \| \| \| \| \| \| \| \| \| \| \| \| \| \| \| \| \| \| \| \| \| \| \| \| \| \| 11. María de Iturralde \| \| \| \| \| \| \| \| \| \| \| \| \| \| \| \| \| \| \| \| \| \| \| \| \| \| \| \| \| \| \| \| \| \| \| \| \| \| \| \| \| \| \| \| \| \| \| \| \| \| \| \| \| \| 23. ? \| \| \| \| \| \| \| \| \| \| \| \| \| \| \| \| \| \| \| \| \| \| \| \| \| \| \| \| \| \| \| \| \| \| \| \| \| \| \| \| \| \| \| \| \| \| \| \| \| \| \| \| \| \| 1. José Sebastián de Goyeneche y Barreda \| \| \| \| \| \| \| \| \| \| \| \| \| \| \| \| \| \| \| \| \| \| \| \| \| \| \| \| \| \| \| \| \| \| \| \| \| \| \| \| \| \| \| \| \| \| \| \| \| \| \| \| \| \| 24. Juan de la Barreda y Núñez \| \| \| \| \| \| \| \| \| \| \| \| \| \| \| \| \| \| \| \| \| \| \| \| \| \| \| \| \| \| \| \| \| \| \| \| \| \| \| \| \| \| \| \| \| \| \| \| \| \| \| \| \| \| 12. Juan de Barreda y Arévalo \| \| \| \| \| \| \| \| \| \| \| \| \| \| \| \| \| \| \| \| \| \| \| \| \| \| \| \| \| \| \| \| \| \| \| \| \| \| \| \| \| \| \| \| \| \| \| \| \| \| \| \| \| \| 25. Andrea de Arévalo-Arias y Gutiérrez \| \| \| \| \| \| \| \| \| \| \| \| \| \| \| \| \| \| \| \| \| \| \| \| \| \| \| \| \| \| \| \| \| \| \| \| \| \| \| \| \| \| \| \| \| \| \| \| \| \| \| \| \| \| 6. Nicolás de la Barreda y Obando \| \| \| \| \| \| \| \| \| \| \| \| \| \| \| \| \| \| \| \| \| \| \| \| \| \| \| \| \| \| \| \| \| \| \| \| \| \| \| \| \| \| \| \| \| \| \| \| \| \| \| \| \| \| 26. Pedro de Obando y Peralta \| \| \| \| \| \| \| \| \| \| \| \| \| \| \| \| \| \| \| \| \| \| \| \| \| \| \| \| \| \| \| \| \| \| \| \| \| \| \| \| \| \| \| \| \| \| \| \| \| \| \| \| \| \| 13. Luisa de Obando y Vizcarra \| \| \| \| \| \| \| \| \| \| \| \| \| \| \| \| \| \| \| \| \| \| \| \| \| \| \| \| \| \| \| \| \| \| \| \| \| \| \| \| \| \| \| \| \| \| \| \| \| \| \| \| \| \| 27. Catalina de Vizcarra y Tapia \| \| \| \| \| \| \| \| \| \| \| \| \| \| \| \| \| \| \| \| \| \| \| \| \| \| \| \| \| \| \| \| \| \| \| \| \| \| \| \| \| \| \| \| \| \| \| \| \| \| \| \| \| \| 3. María Josefa de la Barreda y Benavides \| \| \| \| \| \| \| \| \| \| \| \| \| \| \| \| \| \| \| \| \| \| \| \| \| \| \| \| \| \| \| \| \| \| \| \| \| \| \| \| \| \| \| \| \| \| \| \| \| \| \| \| \| \| 28. Diego de Benavides y Cisneros \| \| \| \| \| \| \| \| \| \| \| \| \| \| \| \| \| \| \| \| \| \| \| \| \| \| \| \| \| \| \| \| \| \| \| \| \| \| \| \| \| \| \| \| \| \| \| \| \| \| \| \| \| \| 14. Diego de Benavides y Espinosa \| \| \| \| \| \| \| \| \| \| \| \| \| \| \| \| \| \| \| \| \| \| \| \| \| \| \| \| \| \| \| \| \| \| \| \| \| \| \| \| \| \| \| \| \| \| \| \| \| \| \| \| \| \| 29. Costanza de Ávalos y Peralta \| \| \| \| \| \| \| \| \| \| \| \| \| \| \| \| \| \| \| \| \| \| \| \| \| \| \| \| \| \| \| \| \| \| \| \| \| \| \| \| \| \| \| \| \| \| \| \| \| \| \| \| \| \| 7. María Josefa de Benavides y Moscoso \| \| \| \| \| \| \| \| \| \| \| \| \| \| \| \| \| \| \| \| \| \| \| \| \| \| \| \| \| \| \| \| \| \| \| \| \| \| \| \| \| \| \| \| \| \| \| \| \| \| \| \| \| \| 30. Diego de Moscoso y Butrón de Múgica \| \| \| \| \| \| \| \| \| \| \| \| \| \| \| \| \| \| \| \| \| \| \| \| \| \| \| \| \| \| \| \| \| \| \| \| \| \| \| \| \| \| \| \| \| \| \| \| \| \| \| \| \| \| 15. María Josefa de Moscoso y Maldonado de Saavedra \| \| \| \| \| \| \| \| \| \| \| \| \| \| \| \| \| \| \| \| \| \| \| \| \| \| \| \| \| \| \| \| \| \| \| \| \| \| \| \| \| \| \| \| \| \| \| \| \| \| \| \| \| \| 31. María Maldonado de Saavedra y Cárdenas \| \| \| \| \| \| \| \| \| \| \| \| \| \| \| \| \| \| \| \| \| \| \| \| \| \| \| \| \| \| \| \| \| \| \| \| \| \| \| \| \| \| \| \| \| \| \| \| \| \| \| \| |                                                     |  |  |  |  |  |  |  |  |  |  |  |  |  |  |  |
| |                                                     |  |  |  |  |  |  |  |  |  |  |  |  |  |  |  |
| | 16. ?                                               |  |  |  |  |  |  |  |  |  |  |  |  |  |  |  |
| |                                                     |  |  |  |  |  |  |  |  |  |  |  |  |  |  |  |
| |                                                     |  |  |  |  |  |  |  |  |  |  |  |  |  |  |  |
| | 8. Juan de Goyeneche                                |  |  |  |  |  |  |  |  |  |  |  |  |  |  |  |
| |                                                     |  |  |  |  |  |  |  |  |  |  |  |  |  |  |  |
| |                                                     |  |  |  |  |  |  |  |  |  |  |  |  |  |  |  |
| | 17. ?                                               |  |  |  |  |  |  |  |  |  |  |  |  |  |  |  |
| |                                                     |  |  |  |  |  |  |  |  |  |  |  |  |  |  |  |
| |                                                     |  |  |  |  |  |  |  |  |  |  |  |  |  |  |  |
| | 4. Pedro de Goyeneche y Gragineta                   |  |  |  |  |  |  |  |  |  |  |  |  |  |  |  |
| |                                                     |  |  |  |  |  |  |  |  |  |  |  |  |  |  |  |
| |                                                     |  |  |  |  |  |  |  |  |  |  |  |  |  |  |  |
| | 18. ?                                               |  |  |  |  |  |  |  |  |  |  |  |  |  |  |  |
| |                                                     |  |  |  |  |  |  |  |  |  |  |  |  |  |  |  |
| |                                                     |  |  |  |  |  |  |  |  |  |  |  |  |  |  |  |
| | 9. Graziana de Gragineta                            |  |  |  |  |  |  |  |  |  |  |  |  |  |  |  |
| |                                                     |  |  |  |  |  |  |  |  |  |  |  |  |  |  |  |
| |                                                     |  |  |  |  |  |  |  |  |  |  |  |  |  |  |  |
| | 19. ?                                               |  |  |  |  |  |  |  |  |  |  |  |  |  |  |  |
| |                                                     |  |  |  |  |  |  |  |  |  |  |  |  |  |  |  |
| |                                                     |  |  |  |  |  |  |  |  |  |  |  |  |  |  |  |
| | 2. Juan Crisostomo de Goyeneche y Aguerrevere       |  |  |  |  |  |  |  |  |  |  |  |  |  |  |  |
| |                                                     |  |  |  |  |  |  |  |  |  |  |  |  |  |  |  |
| |                                                     |  |  |  |  |  |  |  |  |  |  |  |  |  |  |  |
| | 20. ?                                               |  |  |  |  |  |  |  |  |  |  |  |  |  |  |  |
| |                                                     |  |  |  |  |  |  |  |  |  |  |  |  |  |  |  |
| |                                                     |  |  |  |  |  |  |  |  |  |  |  |  |  |  |  |
| | 10. Juan de Aguerrevere                             |  |  |  |  |  |  |  |  |  |  |  |  |  |  |  |
| |                                                     |  |  |  |  |  |  |  |  |  |  |  |  |  |  |  |
| |                                                     |  |  |  |  |  |  |  |  |  |  |  |  |  |  |  |
| | 21. ?                                               |  |  |  |  |  |  |  |  |  |  |  |  |  |  |  |
| |                                                     |  |  |  |  |  |  |  |  |  |  |  |  |  |  |  |
| |                                                     |  |  |  |  |  |  |  |  |  |  |  |  |  |  |  |
| | 5. María Bautista de Aguerrevere y Iturralde        |  |  |  |  |  |  |  |  |  |  |  |  |  |  |  |
| |                                                     |  |  |  |  |  |  |  |  |  |  |  |  |  |  |  |
| |                                                     |  |  |  |  |  |  |  |  |  |  |  |  |  |  |  |
| | 22. ?                                               |  |  |  |  |  |  |  |  |  |  |  |  |  |  |  |
| |                                                     |  |  |  |  |  |  |  |  |  |  |  |  |  |  |  |
| |                                                     |  |  |  |  |  |  |  |  |  |  |  |  |  |  |  |
| | 11. María de Iturralde                              |  |  |  |  |  |  |  |  |  |  |  |  |  |  |  |
| |                                                     |  |  |  |  |  |  |  |  |  |  |  |  |  |  |  |
| |                                                     |  |  |  |  |  |  |  |  |  |  |  |  |  |  |  |
| | 23. ?                                               |  |  |  |  |  |  |  |  |  |  |  |  |  |  |  |
| |                                                     |  |  |  |  |  |  |  |  |  |  |  |  |  |  |  |
| |                                                     |  |  |  |  |  |  |  |  |  |  |  |  |  |  |  |
| | 1. José Sebastián de Goyeneche y Barreda            |  |  |  |  |  |  |  |  |  |  |  |  |  |  |  |
| |                                                     |  |  |  |  |  |  |  |  |  |  |  |  |  |  |  |
| |                                                     |  |  |  |  |  |  |  |  |  |  |  |  |  |  |  |
| | 24. Juan de la Barreda y Núñez                      |  |  |  |  |  |  |  |  |  |  |  |  |  |  |  |
| |                                                     |  |  |  |  |  |  |  |  |  |  |  |  |  |  |  |
| |                                                     |  |  |  |  |  |  |  |  |  |  |  |  |  |  |  |
| | 12. Juan de Barreda y Arévalo                       |  |  |  |  |  |  |  |  |  |  |  |  |  |  |  |
| |                                                     |  |  |  |  |  |  |  |  |  |  |  |  |  |  |  |
| |                                                     |  |  |  |  |  |  |  |  |  |  |  |  |  |  |  |
| | 25. Andrea de Arévalo-Arias y Gutiérrez             |  |  |  |  |  |  |  |  |  |  |  |  |  |  |  |
| |                                                     |  |  |  |  |  |  |  |  |  |  |  |  |  |  |  |
| |                                                     |  |  |  |  |  |  |  |  |  |  |  |  |  |  |  |
| | 6. Nicolás de la Barreda y Obando                   |  |  |  |  |  |  |  |  |  |  |  |  |  |  |  |
| |                                                     |  |  |  |  |  |  |  |  |  |  |  |  |  |  |  |
| |                                                     |  |  |  |  |  |  |  |  |  |  |  |  |  |  |  |
| | 26. Pedro de Obando y Peralta                       |  |  |  |  |  |  |  |  |  |  |  |  |  |  |  |
| |                                                     |  |  |  |  |  |  |  |  |  |  |  |  |  |  |  |
| |                                                     |  |  |  |  |  |  |  |  |  |  |  |  |  |  |  |
| | 13. Luisa de Obando y Vizcarra                      |  |  |  |  |  |  |  |  |  |  |  |  |  |  |  |
| |                                                     |  |  |  |  |  |  |  |  |  |  |  |  |  |  |  |
| |                                                     |  |  |  |  |  |  |  |  |  |  |  |  |  |  |  |
| | 27. Catalina de Vizcarra y Tapia                    |  |  |  |  |  |  |  |  |  |  |  |  |  |  |  |
| |                                                     |  |  |  |  |  |  |  |  |  |  |  |  |  |  |  |
| |                                                     |  |  |  |  |  |  |  |  |  |  |  |  |  |  |  |
| | 3. María Josefa de la Barreda y Benavides           |  |  |  |  |  |  |  |  |  |  |  |  |  |  |  |
| |                                                     |  |  |  |  |  |  |  |  |  |  |  |  |  |  |  |
| |                                                     |  |  |  |  |  |  |  |  |  |  |  |  |  |  |  |
| | 28. Diego de Benavides y Cisneros                   |  |  |  |  |  |  |  |  |  |  |  |  |  |  |  |
| |                                                     |  |  |  |  |  |  |  |  |  |  |  |  |  |  |  |
| |                                                     |  |  |  |  |  |  |  |  |  |  |  |  |  |  |  |
| | 14. Diego de Benavides y Espinosa                   |  |  |  |  |  |  |  |  |  |  |  |  |  |  |  |
| |                                                     |  |  |  |  |  |  |  |  |  |  |  |  |  |  |  |
| |                                                     |  |  |  |  |  |  |  |  |  |  |  |  |  |  |  |
| | 29. Costanza de Ávalos y Peralta                    |  |  |  |  |  |  |  |  |  |  |  |  |  |  |  |
| |                                                     |  |  |  |  |  |  |  |  |  |  |  |  |  |  |  |
| |                                                     |  |  |  |  |  |  |  |  |  |  |  |  |  |  |  |
| | 7. María Josefa de Benavides y Moscoso              |  |  |  |  |  |  |  |  |  |  |  |  |  |  |  |
| |                                                     |  |  |  |  |  |  |  |  |  |  |  |  |  |  |  |
| |                                                     |  |  |  |  |  |  |  |  |  |  |  |  |  |  |  |
| | 30. Diego de Moscoso y Butrón de Múgica             |  |  |  |  |  |  |  |  |  |  |  |  |  |  |  |
| |                                                     |  |  |  |  |  |  |  |  |  |  |  |  |  |  |  |
| |                                                     |  |  |  |  |  |  |  |  |  |  |  |  |  |  |  |
| | 15. María Josefa de Moscoso y Maldonado de Saavedra |  |  |  |  |  |  |  |  |  |  |  |  |  |  |  |
| |                                                     |  |  |  |  |  |  |  |  |  |  |  |  |  |  |  |
| |                                                     |  |  |  |  |  |  |  |  |  |  |  |  |  |  |  |
| | 31. María Maldonado de Saavedra y Cárdenas          |  |  |  |  |  |  |  |  |  |  |  |  |  |  |  |
| |                                                     |  |  |  |  |  |  |  |  |  |  |  |  |  |  |  |
| |                                                     |  |  |  |  |  |  |  |  |  |  |  |  |  |  |  |